# KTX-이음
KTX-이음은 한국철도공사에서 운영하고 있는 고속철도 브랜드이자 준고속철도 차량이다.
2021년 1월 상업 운행을 시작하였으며, 개량형 모델인 2세대는 서해선, 동해선, 경강선 등의 노선에 투입될 예정이다. 또한, 2027년부터 우즈베키스탄에서 운행할 예정인 아프로시욥 EMU-250는 KTX-이음 차량인 EMU-250을 현지 사정에 맞게 일부 개량한 것이다.

## 역사
현대로템과 코레일은 HEMU-430X 시제품 개발 이후 2016년 6월 상용서비스 최초로 고속전동차 공급 협약을 체결하였다. HEMU-430X도 전기다중차이지만, 서비스·양산용은 아니었다. 원래 주문은 6량 5편성[2편성]이었으나, 2016년 12월에 14량 추가 주문이 이루어졌다. 2016년 9월, 코레일은 새로운 모델의 디자인을 위한 공모를 열었다. 2017년, 열차 홍보와 피드백을 위해 선택된 설계의 실물 모형이 대중에 공개되었다. 2019년 11월 4일, 초도분이 코레일에 인도되었다.
2020년 8월, 코레일은 신차명 공모전을 열었는데, 당시 명칭은 EMU-260이었다. 11월 18일 코레일은 올해 말 도입하는 차세대 KTX 열차(EMU-260)의 이름으로 ‘KTX-이음’이 확정됐다. 이듬해인 2021년 1월 4일, 중앙선 청량리~안동 구간을 운행하기 시작했다. 8월 1일, 강릉선 KTX이 KTX-산천을 대체하기 위해 개통되었다.
2025년 6월, 1세대 이음 대비 소음과 공기청정 등 일부 개선형 모델인 2세대 초도분이 코레일에 140일 빨리 조기 납품되었다.

## 상세
1호차와 6호차는 제어(TC)차로, 동력 장치가 없으며 2~5호차에 동력 장치가 설치되어 있다. 편성 정원은 총 381명이며, 전폭과 전고는 각각 3,150mm, 4,000mm이다. 1편성에 318톤의 무게가 나간다.
기존에 설계되어 운행되었던 KTX 1세대, KTX-산천과 다르게 KTX-이음은 개별 창문을 채택하였으며, 햇빛을 가릴 수 있는 블라인드가 개별로 설치되어 있다. 또한, 특실이 아닌 우등실이 설치되어 있는데, 우등실에는 AVOD가 탑재되어 있으며, 우등실은 KTX-산천 특실과 달리 2+2 좌석 배치를 하고 있으며, 열차 중간이 아니라 1호차에 위치하고 있다. 또한, 좌석별로 스마트 기기 충전을 위한 220V 전용 콘센트가 1개씩 설치되어 있으며, USB포트가 2개 설치되어 있다. 휴대폰 무선충전이 가능하도록 개별 좌석에 무선충전기가 설치되어 있다. 또한, 기존 KTX와 다르게 누리로 열차와 같이 고상홈과 저상홈 모두 대응이 가능하다. 다만, 일반적인 통근형 전동차와 차량 길이가 다르고, 스크린도어와 문의 위치가 달라서 스크린도어스크린도어가 설치된 승강장에서는 여객 취급이 불가능하다.

### 1세대
KTX-이음은 대한민국의 현대로템에서 제작한다. 2024년 11월 코레일이 공개한 내용에 따르면, 고강도 고성능 제동시스템·모듈형 주회로 차단 시스템·고효율 친환경 공조시스템·주행 안정성 확보를 위한 공기스프링 등 8개 부품의 국산화에 추가로 성공함에 따라 KTX-이음의 부품 국산화율이 90% 이상이 되었다.
- 제작: 2019년 7월~현재
- 도입: 2019년 11월 4일~현재

501~505호기는 2021년 1월 5일 중앙선 KTX 개통에 대비하여 506~519호기는 KTX-산천 140000호대 대신 강릉선 KTX를 운행하기 위해 도입되었다. 모든 차량은 수도권철도차량정비단 소속이며, 이문차량사업소·부발차량사업소·강릉차량사업소에 분산 배속되어있다.
- 501~505호기: 이문차량사업소
- 512호기: 부발차량사업소
- 506~511호기, 513~519호기: 강릉차량사업소

### 2세대
2025년 6월 13일, KTX-이음의 2세대 초도분이 140일 빨리 납품되었다. 2세대 이음은 1세대의 부분변경 모델로, 서스펜션을 강화하고 보강재를 추가하여 승차감 지수를 2.5에서 2.0으로 낮추었으며, 차음 기능을 개선하여 객실 소음을 70데시벨(db)에서 68db로 낮추었다. 또한, 공기청정기가 운전실과 객실 모두 확대 설치되었고 화장실에는 악취 저감용 공기청정기가 탑재되었다. 이 외에도, 실시간 모니터링을 통해 정비시기의 최적기를 판단하는 '상태기반유지보수'(CBM) 장치와, 정전 시에도 안내 방송이 가능한 '무정전 비상용 방송장치'가 탑재되었다. 신호체계는 국산 KTCS-2이며, 고속차량 중 처음으로 적용되었다.

### 구성
| 등급   | 호차번호 | 좌석수 | 비고                                         |
| ------ | -------- | ------ | -------------------------------------------- |
| 우등실 | 1호차    | 46석   |                                              |
| 우등실 | 총계     | 46석   |                                              |
| 일반실 | 2호차    | 78석   |                                              |
| 일반실 | 3호차    | 55석   | 장애인 편의시설 구비 (휠체어석·전동휠체어석) |
| 일반실 | 4호차    | 74석   | 유아동반·편한대화석                          |
| 일반실 | 5호차    | 76석   |                                              |
| 일반실 | 6호차    | 52석   |                                              |
| 일반실 | 총계     | 381석  |                                              |

## 수출형

### UTY EMU-250
아프로시욥 EMU-250은 KTX-이음을 기반으로 제작되는 우즈베키스탄 고속철도 아프로시욥 입선용 차량으로, 2027년까지 총 6편성(42량)이 운행을 시작할 예정이다. 수출형 모델은 편성 구성, 외부 도색, 칸 구성 등이 국내용과 다르다.

## 영업 구간

### 영업 중
2024년 12월 20일 기준이며, 굵은 글자는 필수정차역이다.
- 중앙선: 서울 - 청량리 - 상봉 - 양평 - 서원주 - 원주 - 제천 - 단양 - 풍기 - 영주 - 안동 - 의성 - 영천 - 경주 - 태화강 - 부전
- 강릉선(행신~강릉): 행신 - 서울 - 청량리 - 상봉 - 덕소[14] - 양평 - 서원주 - 만종 - 횡성 - 둔내 - 평창 - 진부 - 강릉
- 영동선(서울~동해): 서울 - 청량리 - 상봉 - 덕소[15]- 양평 - 서원주 - 만종 - 횡성 - 둔내 - 평창 - 진부 - 정동진 - 묵호 - 동해
- 중부내륙선: 판교 - 부발 - 가남 - 감곡장호원 - 앙성온천 - 충주 - 살미 - 수안보온천 - 연풍 - 문경

## 현황
현재 총 19개 편성으로 운행하고 있으며 차량 현황은 다음과 같다.
| 차호     | 도입 시기   | 운행 중단 시기 | 비고 |
| -------- | ----------- | -------------- | --- |
| 501 호기 | 2019년      | 운행 중        | 2019년 11월 4일 출고되어 광주송정역까지 갑종회송되었으나, 2020년 4월 25일 부산철도차량정비단으로 갑종회송되었고 5월 11일 공장으로 복귀하였다. 이후 5월 22일 재출고 후 광주송정역으로 갑종회송 되었다.                                                                                             |
| 502 호기 | 2020년      | 운행 중        | 2020년 6월 4일 출고되어 광주송정역으로 갑종회송되었다. 503호기가 먼저 출고되어 출고 순서가 꼬였다. 2021년 1월 4일 중앙선 개통 열차로 사용되었다. 1호차 내부 운전실 벽면과 외부 측면에 '대한민국을 잇다'라는 랩핑이 있었으며, 전두부와 차량 측면에 KTX-이음 로고가 있다. 랩핑은 2024년에 없어졌다. |
| 503 호기 | 2020년      | 운행 중        | 2020년 4월 29일 출고되어 광주송정역으로 갑종회송되었다. 2021년 1월 5일 중앙선 KTX-이음 개통 시 운행되었으며, 2021년 4월 한 일본 유튜버가 외국인 최초 시승하였다. |
| 504 호기 | 2020년      | 운행 중        | 2021년 1월 5일 중앙선 KTX-이음 개통 시 운행되었다. 출고 당시 호기 번호와 로고가 밑에 표시되어 있었다가 수정되었다. |
| 505 호기 | 2020년      | 운행 중        | 2021년 1월 5일 중앙선 KTX-이음 개통 시 운행되었다. 출고 당시 호기 번호와 로고가 밑에 표시되어 있었다가 수정되었다. |
| 506 호기 | 2020년      | 운행 중        | |
| 507 호기 | 2020년      | 운행 중        | |
| 508 호기 | 2020년      | 운행 중        | 2020년 12월 18일 출고되어 광주송정역까지 자력회송되었다. 510, 509호기가 먼저 출고되어 출고 순서가 꼬였다. |
| 509 호기 | 2020년      | 운행 중        | 2020년 11월 29일 출고되었으며, 여기서부터는 마산역에서 기관차와 분리 후 광주송정역으로 자력회송하였다. |
| 510 호기 | 2020년      | 운행 중        | 2020년 11월 21일 출고되어 마지막으로 광주송정역까지 갑종회송되었다. |
| 511 호기 | 2021년      | 운행 중        | |
| 512 호기 | 2021년      | 운행 중        | |
| 513 호기 | 2021년      | 운행 중        | |
| 514 호기 | 2021년      | 운행 중        | |
| 515 호기 | 2021년      | 운행 중        | |
| 516 호기 | 2021년      | 운행 중        | 2021년 8월 1일 강릉선 KTX에서 처음으로 운행한 차량이다. |
| 517 호기 | 2021년      | 운행 중        | |
| 518 호기 | 2021년      | 운행 중        | |
| 519 호기 | 2021년      | 운행 중        | 코레일톡 객실내 미리보기 촬영차량 |
| 521 호기 | 2024년      | 시운전 중      | 출고 당시 701호기였다가 521호기로 수정되었다. |
| 522 호기 | 2024년      | 시운전 중      | |
| 523 호기 | 2024년      | 시운전 중      | |
| 524 호기 | 2024년      | 시운전 중      | |
| 525 호기 | 2025년      | 시운전 중      | |
| 526 호기 | 2025년      | 시운전 중      | |
| 527 호기 | 2025년      | 시운전 중      | |
| 528 호기 | 2025년      | 시운전 중      | |
| 529 호기 | 2025년      | 시운전 중      | |
| 530 호기 | 2025년      | 시운전 중      | |
| 531 호기 | 2025년      | 시운전 중      | |
| 532 호기 | 2025년 예정 | 제작 예정      | |
| 533 호기 | 2025년 예정 | 제작 예정      | |
| 534 호기 | 2025년 예정 | 제작 예정      | |
| 535 호기 | 2028년 예정 | 제작 예정      | |
| 536 호기 | 2028년 예정 | 제작 예정      | |
| 537 호기 | 2028년 예정 | 제작 예정      | |
| 538 호기 | 2028년 예정 | 제작 예정      | |
| 539 호기 | 2028년 예정 | 제작 예정      | |
| 540 호기 | 2028년 예정 | 제작 예정      | |
| 541 호기 | 2028년 예정 | 제작 예정      | |
| 542 호기 | 2028년 예정 | 제작 예정      | |
| 543 호기 | 2028년 예정 | 제작 예정      | |
| 544 호기 | 2028년 예정 | 제작 예정      | |
| 545 호기 | 2028년 예정 | 제작 예정      | |
| 546 호기 | 2028년 예정 | 제작 예정      | |
| 547 호기 | 2028년 예정 | 제작 예정      | |

## 사진
- 2017년 부산국제철도물류전에 전시된 목업
- KTX-이음의 팬터그래프와 출입문 (2020년 7월 19일)
- 일반실
- 우등실
- 우등실

## 같이 보기
- KTX
- KTX (차량)
- KTX-산천
- KTX-청룡